# Papillon (film)

Afișul original al filmului

Papillon este un film american produs în anul 1973, sub regia lui Franklin J. Schaffner. Este transpunerea pe ecran a romanului omonim scris de Henri Charrière.

## Acțiune
Filmul începe cu prezentarea unei deportări din anii 1930 a circa 100 deținuți în colonia din Guyana franceză. Chiar după ispășirea pedepsei ei trebuie să rămână mai departe în Guyana în exil forțat. Printre deținuți se află Henri Charrière, care datorită tatuajului său de pe piept este poreclit Papillon. El este acuzat de a fi omorât un proxenet, lucru care a fost de el negat toată viață. În timpul transportului pe mare al deținuților, Papillon se împrietenește cu falsificatorul de bani Louis Dega. Papillon salvează viața lui Dega, care a fost atacat de doi deținuți. 
Ajunși în Saint-Laurent-du-Maroni, din Guyana, cei doi sunt supuși la munci grele. De la deținutul Clusiot, ei află că va sosi în lagăr un om numit Richter, care dorește ca deținuții să-i prindă fluturele albastru Morphus. Papillon cu banii lui Dega, cu scopul evadării cumpără o barcă de la Richter. Dar deținuții evadați vor fi prinși și vor fi trimiși pe insula Saint-Joseph. După o nouă încercare de evadare nereușită, Papillon este condamnat la 6 luni, în Silencium, o celulă întunecată fără ferestre unde gardienilor le era interzisă comunicarea cu deținutul. În această stare de detenție, el ajunge să consume insecte. Slăbit și bolnav de pe urma tratamentului inuman, ajunge în spitalul închisorii. Aici află de la Clusiot, că radiologul spitalului le-ar vinde o barcă. În timpul acțiunii de evadare a lui Papillon, Dega, Clusiot și Maturette, Clusiot este rănit de un gardian. 
Evadații traversează o regiune mlăștinoasă, ajungând la locul cu barca, constată că aceasta este putredă, iar Dega are o fractură de călcâi. Deznădăjduiți ajung în colonia leproșilor unde cumpără o barcă cu care vor porni pe mare în direcția Honduras. Ajungând pe un țărm necunoscut prin mai multe peripeții ajung la granița cu Columbia, unde vor fi trădați de stareța unei mânăstiri și vor fi din nou prinși de soldați. După ispășirea pedepsei Papillon și Dega vor fi deportați pe Insula Diavolului (Île du Diable), de unde n-a reușit nimeni să evadeze. Dega începe să se ocupe cu grădinăritul, pe când Papillon nu renunță la planurile sale de evadare. În cele din urmă printr-o acțiune deosebit de riscantă, reușește să părăsească insula pe mare.

## Distribuție
- Steve McQueen - Henri 'Papillon' Charrière
- Dustin Hoffman - Louis Dega
- Victor Jory - Indian chief
- Don Gordon - Julot
- Anthony Zerbe - Toussaint Leper colony chief
- Robert Deman - André Maturette
- Woodrow Parfrey  ca Clusiot
- Bill Mumy - Lariot
- George Coulouris - Dr. Chatal
- Ratna Assan - Zoraima
- William Smithers - Warden Barrot
- Val Avery - Pascal
- Vic Tayback - Sergeant

## Legături externe
- Papillon în Catalogul Institutului American de Film
- Papillon la Internet Movie Database
- Papillon la Rotten Tomatoes